# Male Srakane
Male Srakane (olaszul: Canidole Piccola, németül: Klein Kanidol) falu Horvátországban Tengermellék-Hegyvidék megyében. Közigazgatásilag Mali Lošinjhoz tartozik.

## Fekvése
Az azonos nevű sziget északi felén Crestől 45 km-re délnyugatra, Mali Lošinjtól 12 km-re északnyugatra fekszik. A sziget egyetlen települése. Male Skrane szigete északnyugat-délkelet irányban nyúlik el Vele Srakane, Susak és Lošinj szigete között. Vele Skaranétól a 200 méter széles Žaplić-szoros választja el. Hosszúsága 1,5 km, legnagyobb szélessége ötszáz méter, legmagasabb pontja 30 méter. Legdélibb, egyben legkeletibb pontja a Šilo-fok.

## Történelme
1102-től a Kvarner szigeteivel, Dalmáciával és Horvátország többi részével együtt a magyar királyok uralma alá került. A 15. század elején a Velencei Köztársaság része lett. 1797-ben Napoléon Bonaparte tábornok megdöntötte a Velencei Köztársaságot. Az osztrák uralom idején 1813 és 1918 között közigazgatásilag Isztriához csatolták, melynek tartományi székhelye Trieszt volt. A település 1867-től 1918-ig az Osztrák–Magyar Monarchia része volt, majd a rapallói szerződés értelmében olasz uralom alá került. 1943-ban horvát és jugoszláv egységek szabadították fel. A német megszállás 1943-tól 1945. április 20-ig tartott. 1945 és 1990 között Jugoszlávia része volt, majd az önálló horvát állam megalakulása után Horvátország része lett. Jelenleg csak egy horvát-osztrák házaspár él itt.

## Lakosság
| Lakosság változása | Lakosság változása | Lakosság változása | Lakosság változása | Lakosság változása | Lakosság változása | Lakosság változása | Lakosság változása | Lakosság változása | Lakosság változása | Lakosság változása | Lakosság változása | Lakosság változása | Lakosság változása | Lakosság változása | Lakosság változása |
| ------------------ | ------------------ | ------------------ | ------------------ | ------------------ | ------------------ | ------------------ | ------------------ | ------------------ | ------------------ | ------------------ | ------------------ | ------------------ | ------------------ | ------------------ | ------------------ |
| 1857               | 1869               | 1880               | 1890               | 1900               | 1910               | 1921               | 1931               | 1948               | 1953               | 1961               | 1971               | 1981               | 1991               | 2001               | 2011               |
| 0                  | 0                  | 29                 | 45                 | 34                 | 30                 | nem ismert         | nem ismert         | 49                 | 56                 | 17                 | 2                  | 2                  | 1                  | 2                  | 2                  |

## Nevezetességei
A Kármelhegyi Boldogasszony tiszteletére szentelt kápolnája.